# Madonna della pappa (Guercino)
La Madonna della pappa è un dipinto olio su rame (23,5x19,5 cm) realizzato da Giovanni Francesco Barbieri, detto Guercino, databile al 1615 e conservato nelle Collezioni Reali di Stoccolma

## Storia
La storia di questo «piccolo e incantevole dipinto» è stata indagata da Karin Rädström, che la pubblicò nel 1984. Fu visto e ammirato dal pittore inglese Joshua Reynolds nel 1752 nella collezione del conte Enea Caprara a Palazzo Caprara (Bologna) e nella medesima sede lo segnalò anche Marcello Oretti nel 1769. Nel 1806 l'ultimo conte Caprara vendette il suo palazzo e le sue collezioni a Napoleone Bonaparte. Questi lo donò nel 1807 alla figlia di Eugène de Beauharnais, Giuseppina, che nel 1823 si sposò con l'erede al trono di Svezia, che diventerà re di Svezia e Norvegia, con il nome di Oscar I. Il piccolo dipinto confluì quindi nelle collezioni reali di Svezia. Di questo dipinto esistono due copie: una su tavola che è stata venduta a Londra da Christie's il 26 ottobre 1984 (lotto 104 B) e un'altra più grande in tela, in collezione privata, che porta sul retro la scritta "Jo. Fran.co Barbieri deto il Guercino da Cento 1615." Nel 1621 Giovanni Battista Pasqualini ha eseguito un'incisione in controparte.

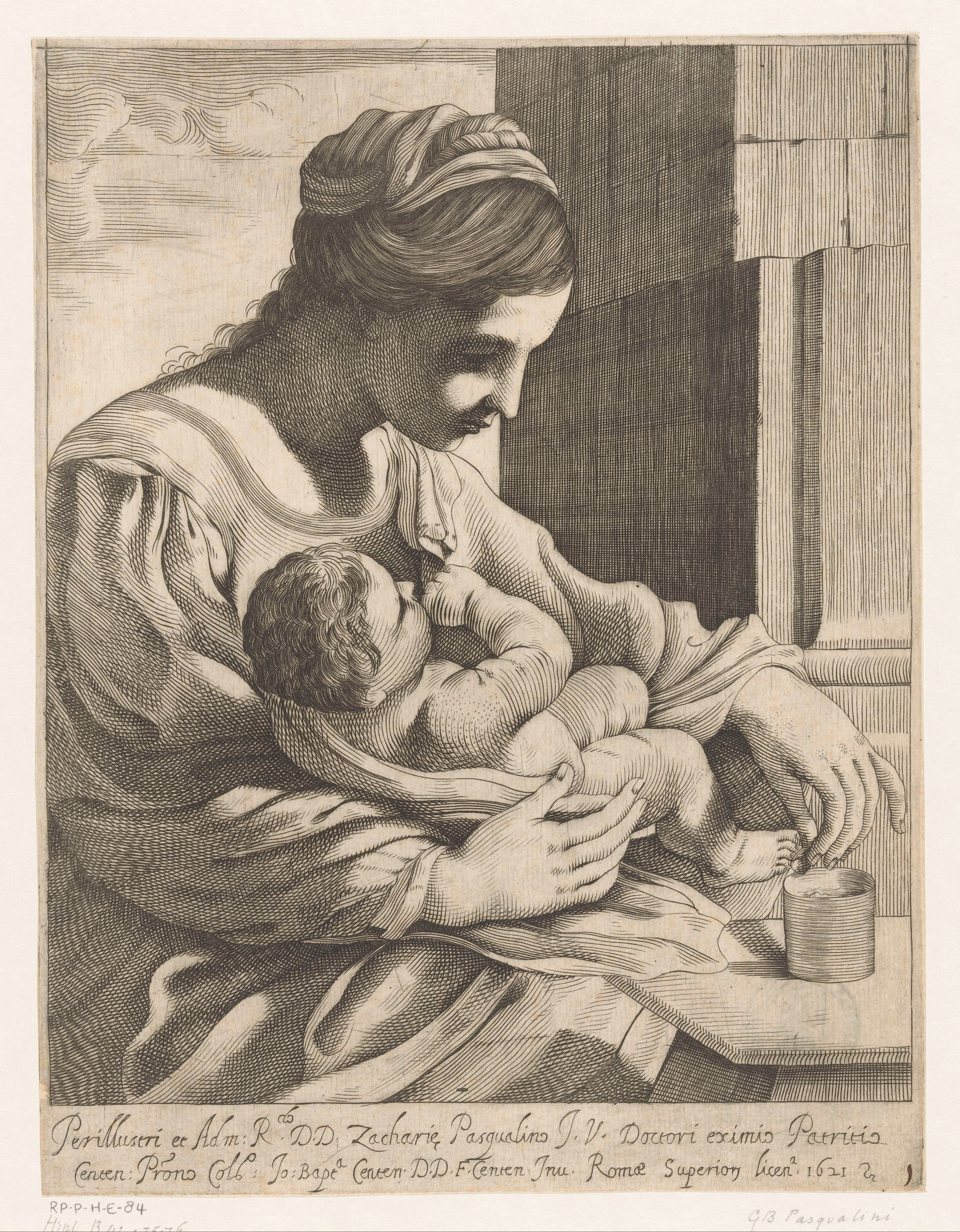
Incisione del 1621 di Giovanni Battista Pasqualini su invenzione del Guercino. Amsterdam, Rijksmuseum.

## Descrizione e stile
Il dipinto raffigura la Vergine Maria seduta, col capo leggermente reclinato e lo sguardo rivolto verso il Bambino Gesù, che tiene in grembo. Maria indossa una veste rossa con bordi chiari e un manto scuro, e ha i capelli raccolti, parzialmente coperti da un nastro bianco. Con il braccio sinistro sorregge il piccolo, che è completamente nudo e disteso in diagonale sulle sue ginocchia, rivolto verso di lei. Il Bambino ha la testa appoggiata al petto materno e il braccio destro piegato, con la mano portata alla bocca.
Con la mano destra, Maria affonda un cucchiaino in una ciotola contenente del cibo – probabilmente una pappa – che è posata su un piano architettonico in pietra, a sinistra della scena. Le dita sottili e attente indicano l’intento di nutrire il figlio, pur mantenendo un atteggiamento concentrato e raccolto. Il fondo è scuro, e sul lato sinistro si intravede una struttura muraria, forse un pilastro o parte di un camino.
Dal punto di vista stilistico, la Madonna della pappa «è uno splendido esempio della pennellata rapida e sciolta del giovane Guercino.» Il dipinto ha molti elementi in comune con I misteri del Rosario, che dopo la pulitura sono stati giudicati autografi,  la vicinanza stilistica ha permesso anche la datazione del dipinto. L'interazione tra madre e figlio si svolge in un'atmosfera di profonda intimità e tenerezza, rafforzata dal contatto corporeo e dalla disposizione ravvicinata delle due figure.